# The Binding of Isaac
The Binding of Isaac – gra komputerowa stanowiąca połączenie gatunków roguelike i strzelanki stworzona i wydana przez Edmunda McMillena 28 września 2011.

## Fabuła
Isaac wraz z matką mieszka w małym domu na wzgórzu. Podczas zabawy Isaaca klockami jego matka słyszy głos z góry nakazujący jej poświęcić syna. Fabuła gry skupia się na ucieczce Isaaca przed jego szaloną matką. Podczas rozgrywki gracz napotyka wiele nawiązań do Biblii.

## Rozgrywka
The Binding of Isaac jest dwuwymiarową grą, będącą połączeniem strzelanki i roguelike, gdzie gracz wciela się w jedną z siedmiu dostępnych postaci. Ma za zadanie oczyszczać kolejne pokoje i przechodzić na coraz niższe poziomy, w których znajdują się coraz silniejsi przeciwnicy. Po pokonaniu bossa można przejść na niższy poziom. Wraz z postępami w grze bohater uzyskuje dostęp do nowych przedmiotów.

## Wersje gry i rozszerzenia
- The Binding of Isaac – podstawowa wersja gry, wydana w 2011
- The Binding of Isaac: Wrath of the Lamb – to pierwszy dodatek do podstawowej wersji gry, wydany w 2012 roku. Znacząco wpłynął na przebieg rozgrywki, zostało dodane ponad 100 przedmiotów, 10 antagonistów, a także dodatkowe poziomy i zakończenia gry. Wprowadzono również możliwość pojawiania się alternatywnych poziomów.
- The Binding of Isaac: Eternal Edition – drugie DLC do podstawowego "Isaac'a", wydane w 2015 roku. Jego tworzeniem zajął się jeden z developerów – Florian Himsl. Dodatek poprawia nieco błędów gry, a także dodaje nową zawartość, m.in. nowy tryb gry – "Hard Mode", który, jak nazwa wskazuje, sprawia, że gra staje się trudniejsza. Dodatek jest dostępny za darmo dla każdego posiadacza DLC "Wrath of the Lamb".
- The Binding of Isaac: Rebirth – remake gry wydany w 2014 na komputery osobiste i konsole PlayStation 4 oraz PlayStation Vita. Gra zawierała wszystko z poprzedniej części wraz z DLC, jak i również dużo nowych rozwiązań. Do gry po raz kolejny dodano nowe przedmioty, poziomy, zakończenia oraz grywalne postacie. Gra została stworzona na nowym silniku w grafice 16-bitowej.
- The Binding of Isaac: Afterbirth – dodatek do gry The Binding of Isaac: Rebirth, dodający nowe przedmioty, poziomy, zakończenia, postacie oraz nowy tryb gry – Greed Mode. W tym dodatku skupiono się także na zwiększeniu ilości kombinacji działających ze sobą przedmiotów.
- The Binding of Isaac: Afterbirth+ – DLC do gry The Binding of Isaac: Afterbirth, dodający nowe przedmioty, nowy poziom zatytułowany "The Void" w którym głównym antagonistą jest Delirium, zakończenie, postać Apollyon oraz nowy tryb gry – Greedier Mode. W tym dodatku skupiono się także na zwiększeniu ilości kombinacji działających ze sobą przedmiotów.
- The Binding of Isaac: Repentance - DLC do gry The Binding of Isaac: Rebirth, dodający wiele nowych pokoi, nowy poziom zatytułowany "Home" w którym głównym antagonistą jest Bestia, zakończenie, dwie nowe postacie Bethany oraz Jacob & Esau. Dodaje również możliwość odblokowania alternatywnych wersji wszystkich postaci.

## Odbiór gry
| Gra                           | GameRankings | Metacritic |
| ----------------------------- | ------------ | ---------- |
| The Binding Of Isaac          | 84,23%       | 84/100     |
| The Binding of Isaac: Rebirth | 90,20%       | 86/100     |

Zarówno The Binding Of Isaac, jak i The Binding of Isaac: Rebirth zebrał bardzo dobre opinie. Gra zachwalana jest przede wszystkim za losowo generowany świat, ciekawą rozgrywkę oraz nietypową oprawę audiowizualną.